# Ângelo Guerra
Ângelo Travi Guerra (Caxias do Sul, 20 ottobre 1979) è un ex giocatore di calcio a 5 brasiliano.

## Carriera
Come massimo riconoscimento in carriera vanta la partecipazione, come terzo portiere della nazionale maschile di calcio a 5 del Brasile, al FIFA Futsal World Championship 2004 a Taiwan dove la selezione sudamericana è stata eliminata in semifinale dalla Spagna. Si è ritirato a 28 anni per dedicarsi alla carriera imprenditoriale.